# 뤼량시
뤼량(중국어: 吕梁, 병음: Lǚliáng)은 중국 산시성의 서부에 위치한 행정 구역이다. 산시 성 직하에 지급시중 하나이고 면적은 21143평방킬로미터, 총인구는 339만명이다. 뤼량시 자오청현은 화국봉의 고향이다.

## 지리
산시 성의 중서부에 위치하고 신저우시, 타이위안시, 진중시, 린펀시와 접한다. 서쪽은 황하를 사이에 두고 산시성 위린 시와 접한다.

## 기후
| 뤼량시 리스구의 기후                                          | 뤼량시 리스구의 기후 | 뤼량시 리스구의 기후 | 뤼량시 리스구의 기후 | 뤼량시 리스구의 기후 | 뤼량시 리스구의 기후 | 뤼량시 리스구의 기후 | 뤼량시 리스구의 기후 | 뤼량시 리스구의 기후 | 뤼량시 리스구의 기후 | 뤼량시 리스구의 기후 | 뤼량시 리스구의 기후 | 뤼량시 리스구의 기후 | 뤼량시 리스구의 기후 |
| 월                                                            | 1월                  | 2월                  | 3월                  | 4월                  | 5월                  | 6월                  | 7월                  | 8월                  | 9월                  | 10월                 | 11월                 | 12월                 | 연간                 |
| ------------------------------------------------------------- | -------------------- | -------------------- | -------------------- | -------------------- | -------------------- | -------------------- | -------------------- | -------------------- | -------------------- | -------------------- | -------------------- | -------------------- | -------------------- |
| 역대 최고 기온 °C (°F)                                        | 15.0 (59.0)          | 22.7 (72.9)          | 29.8 (85.6)          | 35.5 (95.9)          | 36.7 (98.1)          | 40.6 (105.1)         | 39.8 (103.6)         | 37.2 (99.0)          | 36.2 (97.2)          | 29.4 (84.9)          | 24.1 (75.4)          | 16.7 (62.1)          | 40.6 (105.1)         |
| 일평균 최고 기온 °C (°F)                                      | 0.7 (33.3)           | 5.7 (42.3)           | 12.6 (54.7)          | 20.1 (68.2)          | 25.6 (78.1)          | 29.6 (85.3)          | 30.6 (87.1)          | 28.5 (83.3)          | 23.6 (74.5)          | 17.2 (63.0)          | 9.4 (48.9)           | 2.1 (35.8)           | 17.1 (62.9)          |
| 일일 평균 기온 °C (°F)                                        | −6.2 (20.8)          | −1.5 (29.3)          | 5.2 (41.4)           | 12.5 (54.5)          | 18.2 (64.8)          | 22.5 (72.5)          | 24.1 (75.4)          | 22.2 (72.0)          | 16.9 (62.4)          | 10.0 (50.0)          | 2.5 (36.5)           | −4.5 (23.9)          | 10.2 (50.3)          |
| 일평균 최저 기온 °C (°F)                                      | −11.4 (11.5)         | −7.0 (19.4)          | −0.8 (30.6)          | 5.6 (42.1)           | 11.1 (52.0)          | 15.9 (60.6)          | 18.7 (65.7)          | 17.2 (63.0)          | 11.7 (53.1)          | 4.7 (40.5)           | −2.4 (27.7)          | −9.2 (15.4)          | 4.5 (40.1)           |
| 역대 최저 기온 °C (°F)                                        | −26.0 (−14.8)        | −23.9 (−11.0)        | −16.1 (3.0)          | −9.6 (14.7)          | −3.2 (26.2)          | 4.2 (39.6)           | 10.2 (50.4)          | 6.6 (43.9)           | −2.0 (28.4)          | −8.7 (16.3)          | −20.0 (−4.0)         | −24.9 (−12.8)        | −26.0 (−14.8)        |
| 평균 강수량 mm (인치)                                         | 2.8 (0.11)           | 6.0 (0.24)           | 11.9 (0.47)          | 26.4 (1.04)          | 35.7 (1.41)          | 52.1 (2.05)          | 110.6 (4.35)         | 115.1 (4.53)         | 72.7 (2.86)          | 36.1 (1.42)          | 16.7 (0.66)          | 2.8 (0.11)           | 488.9 (19.25)        |
| 평균 강수일수 (≥ 0.1 mm)                                      | 2.5                  | 3.1                  | 4.0                  | 5.7                  | 6.7                  | 8.5                  | 12                   | 11.4                 | 9.0                  | 6.7                  | 4.5                  | 2.2                  | 76.3                 |
| 평균 강설일수                                                 | 3.2                  | 3.5                  | 2.1                  | 0.4                  | 0                    | 0                    | 0                    | 0                    | 0                    | 0.2                  | 2.0                  | 3.3                  | 14.7                 |
| 평균 상대 습도 (%)                                            | 55                   | 51                   | 45                   | 42                   | 44                   | 52                   | 65                   | 70                   | 70                   | 66                   | 61                   | 56                   | 56                   |
| 평균 월간 일조시간                                            | 168.3                | 162.8                | 202.7                | 228.7                | 249.9                | 230.0                | 214.1                | 205.1                | 190.7                | 189.9                | 174.9                | 168.2                | 2,385.3              |
| 가능 일조율                                                   | 55                   | 53                   | 54                   | 58                   | 57                   | 52                   | 48                   | 49                   | 52                   | 55                   | 58                   | 57                   | 54                   |
| 출처: 중국기상국 (평년값: 1991년~2020년, 극값: 1971년~2010년) |                      |                      |                      |                      |                      |                      |                      |                      |                      |                      |                      |                      |                      |

## 역사
춘추시대에 뤼량을 지배한 진은 이곳에 굴읍, 평릉읍, 중양읍, 과연현 등을 설치하고 있던 것이 가장 오래된 행정 구역의 기록이다. 전국시대, 진이 한, 조, 위로 분열하면서 뤼량은 조나라의 영역이 되었고 태원군이 설치되어 대릉, 자씨 등의 현이 설치되었다.
태원군의 교정구분은 한대까지 사용되었지만 기원전 125년에 서하군이 분할되면서 뤼량도 이곳의 관할이 되었다. 수나라 때 이석군, 서하군, 태원군, 누번군, 용천군으로 분할된 뤼량은 당대에 주가 설치되면서 석주, 분주, 습주, 남주, 병주 (나중에 태원부로 개칭)의 관할이 되었다. 이후 역대 왕조의 행정 개편이 이루어졌지만 뤼량이 주변의 행정 구역에 포함되는 상황은 중화민국 때까지 이어졌다.
뤼량이 단일 행정 구역을 이룬 것은 1971년 뤼량 지구의 설치가 최초이다. 2004년 7월에 지급시로 승격해 뤼량 시가 성립되었다.

## 행정 구역

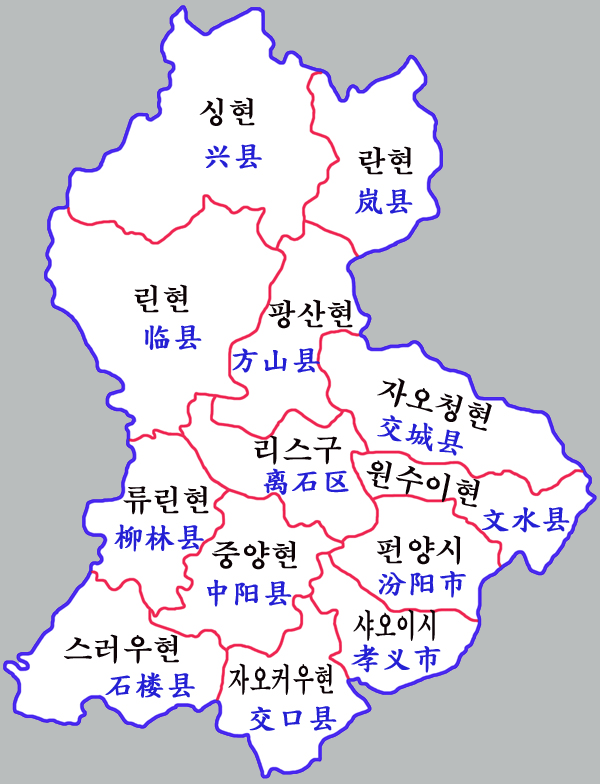
뤄량 시 현급 행정구역도

시할구
- 리스구(离石区)

현급시
- 샤오이시(孝义市)
- 펀양시(汾阳市)

현
- 원수이현(文水县)
- 중양현(中阳县)
- 싱현(兴县)
- 린현(临县)
- 팡산현(方山县)
- 류린현(柳林县)
- 란현(岚县)
- 자오커우현(交口县)
- 자오청현(交城县)
- 스러우현(石楼县)